# Ilsa-Maria Sabath
Ilsa-Maria Sabath (* 25. Februar 1926 in Berlin; † 9. November 2020 in Münster) war eine deutsche Sportpädagogin, Hochschullehrerin und Sportfunktionärin.

## Leben
Sabath, Tochter von Marie-Elisabeth und Hermann Sabath, einem hochrangigen Beamten, ging in Berlin-Wilmersdorf zur Schule, ihr Abitur bestand sie im Februar 1944 in Schweidnitz. In den letzten Monaten des Zweiten Weltkriegs wurde sie in Breslau als Krankenschwesterhelferin eingesetzt. 1946 nahm sie an der Bayerischen Sportakademie ein Studium auf, um staatlich geprüfte Turn- und Sportlehrerin zu werden. Später durchlief sie an der Deutschen Sporthochschule Köln ein Aufbaustudium und erlangte 1950 den Abschluss als Diplom-Sportlehrerin. Sabath war am Institut für Leibesübungen der Rheinischen Friedrich-Wilhelms-Universität Bonn als Lehrbeauftragte tätig, später bildete sie im Auftrag der Bezirksregierung Arnsberg Sportlehrer aus und lehrte an der Pädagogischen Akademie Wuppertal.
1960 wechselte Sabath als Hochschullehrerin im Fach Leibeserziehung an die Pädagogische Akademie Münster. 1972 trat sie an der Münsteraner Abteilung der Pädagogischen Hochschule Westfalen-Lippe eine Professur an, die sie ab 1981 an der Westfälischen Wilhelms-Universität Münster fortführte, nachdem die Pädagogische Hochschule in der Universität aufgegangen war. 1991 schied sie aus dem Hochschuldienst.
Sabath gehörte zu den ersten Personen, die sich in der 1950 gegründeten Deutschen Sportjugend (DSJ) engagierten. Sie setzte sich dort jahrzehntelang ein und gehörte den DSJ-Ausschüssen für Mädchen, Gesundheit, allgemeine Jugendarbeit und Lehrarbeit an. Bei einem Olympischen Jugendlager der Deutschen Sportjugend in Helsinki im Jahr 1952 war sie als Gruppenleiterin tätig. Sie war bei der DSJ an der Erstellung der 1967 erstmals herausgegebenen Ausbildungsordnung für Jugendleiter ebenso beteiligt wie in den 1970er Jahren an der Ausarbeitung der „Rahmenkonzeption Ausbildung“ des Deutschen Sportbundes. Beim Landessportbund Nordrhein-Westfalen brachte sie sich in den Sportplan 1980 sowie die Veröffentlichung von Lehrmaterial ein. Des Weiteren arbeitete Sabath im Bundesjugendring (DBJR) und in der Arbeitsgemeinschaft für Jugendpflege und Jugendfürsorge (AGJJ) als Referentin mit.
Auf Vereinsebene brachte sie sich als Studentin ab 1946 in die Arbeit des Turn- und Sportvereins Garmisch-Partenkirchen ein, später wirkte sie im Bonner Turnverein und im Verein für Gesundheitssport und Sporttherapie Münster.
Zu Sabaths Schwerpunktthemen ihrer wissenschaftlichen, sportpolitischen und sportpraktischen Tätigkeiten gehörten insbesondere die Bewegungserziehung, Gymnastik, Turnen, Jugendarbeit und Frauensport.

## Auszeichnungen
Von der Deutschen Sportjugend wurde Sabath 1968 mit dem Ehrendiskus ausgezeichnet, 1992 erhielt sie die Sportplakette des Landes Nordrhein-Westfalen sowie 1996 die Ludwig-Wolker-Plakette des Deutschen Sportbundes. Im Dezember 2004 wurde ihr die Goldene Nadel der Stadt Münster verliehen. 2002 gehörte sie zu den Preisträgern der vom Stadtsportbund Münster vergebenen Sportehrenplakette.